# Río Caravelí
El río Caravelí es un río de la vertiente del Pacífico, localizado en la costa sur del Perú, en la región de Arequipa.

## Ubicación
Geográficamente limita al este con la cuenca del río Atico y por el Oeste con la cuenca del río Ocoña.

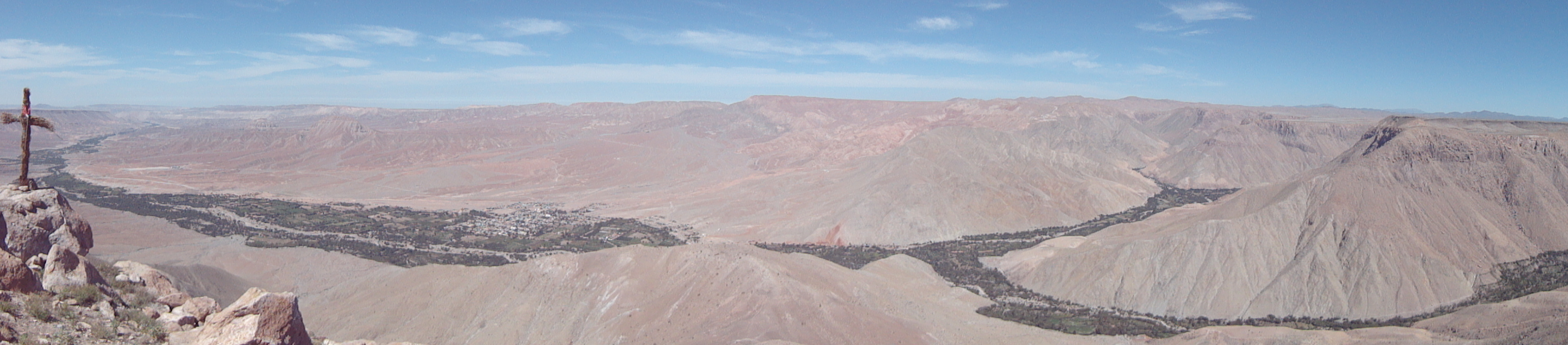
Panorámica del valle del río Caravelí, visto desde la cumbre del Amargoso.